# Augila
Awdjila (amazic: ⴰⵡⵉⵍⴰⵏ, Awilan; àrab: أوجلة, Awjila; llatí: Augila) és un oasi de Líbia al sud de la regió de la Cirenaica, estació intermèdia entre l'oasi de Siwa (Egipte), d'un costat, i Djarabub (Tripolitana) i Fezzan. Es tracta en realitat de tres palmerars, el més occidental dels quals és pròpiament el d'Awdjila i dona nom al grup, mentre que el situat a la part oriental es diu Talo (uns 30 km al sud-sud-est) i el del nord-nord-est es diu Djikerra o Leshkerre.

## Història
Ja fou esmentat per Heròdot per la seva riquesa en dàtils. El seu paper d'etapa fou valuós en la conquesta musulmana. Al segle x Ibn Hàwqal l'esmenta com a vila recentment agregada al govern de Barka. Al segle xi al-Bakrí la considera una ciutat important amb mercats i mesquites i que dona nom a tot un districte, mentre la ciutat pròpiament dita hauria pres el nom d'Arzakiyya. No fou ocupada pels turcs fins al 1640.
Fou visitat per viatgers europeus com ara Hornemann (1798), Hamnilton (1852), Beurmann (1862) o Rohlis (1869). Durant l'ocupació italiana la va estudiar el geògraf Scarin. La vila tornava a portar el nom d'Awdjila al segle xx i tenia uns 1.500 habitants el 1934, de parla amaziga; les palmeres eren unes 18.000.